# Nadsonia commutata
Nadsonia commutata är en svampart som beskrevs av Golubev 1973. Nadsonia commutata ingår i släktet Nadsonia, ordningen Saccharomycetales, klassen Saccharomycetes, divisionen sporsäcksvampar och riket svampar.   Inga underarter finns listade i Catalogue of Life.